# Muğla

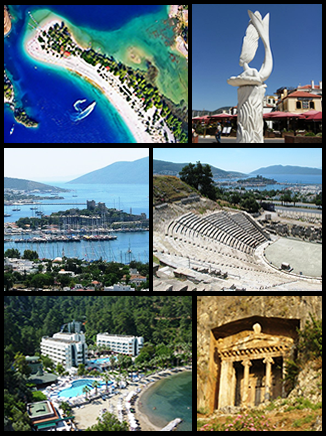
Muğla

Muğla (în latină Mobolla) este un oraș din Turcia.